# إنزيم مختزل النيترات (إن-أي-دي-إتش)
الإنزيم المختزل للنيترات (باستخدام العامل المكافئ ثنائي نوكليوتيد الأدنين وأميد النيكوتين كمرافق إنزيم)، وهو أحد الإنزيمات النباتية، الذي يعمل على تسريع اختزال النيترات إلى نيتريت.يتواجد هذا الإنزيم كذلك في الكثير من البكتيرات. الإختزال مهم جدا من اجل التخلص من النيترات، الذي يتحول اخيرا إلى الأمونيوم، الذي يمنح الأحماض الأمينية عنصر النيتروجين
الإنزيم من مجموعة مخزلات النيترات.

## التركيب
البروتين (وهو بنية جميع الإنزيمات) عبارة عن ثنائي وحدات متجانس، حين أن كل جزء منهما يتكون من ثلاثة دومينات (إجمالي 100 كيلو دالتون) مع عوامل مرافقة مرتبطة برابطة تساهمية. النهاية الكربوكسلية للدومينات عبارة عن اف أي دي (مكافئ اختزالي)، وفي المنتصف الهيم في النهاية الأمينية للدومين يتواجد بترين.
الإلكترونات اللازمة للتفاعل الاختزال يتم امتصاصها من الـ (إف أي دي)، ونتتقل إلى معقد المولودو بترين ومن ثم تحمل على النيترات. الموقع النشط للإنزيم يبدو كالقمع، الذي حوافه مشحونة بشحنة موجبة. وذلك يضمن للإنزيم انتقائية عالية.

## وضائفه على النباتات
في النباتات يعتبر هذا الإنزيم جزء من عملية استقلاب النيتروجين، حيث يعمل على استخدام عنصر النيتروجين -المختزل على هيئة امونيوم - في بناء المواد العضوية.
النيترات الممتص عبر جذور النباتات (الذي يحمل عدد الأكسدة 5+) يتم اختزاله بواسطة الإنزيم إلى نيتريت (مع عدد أكسدة 3+)، ويعتبر «إن أي دي إتش» كمساعد إنزيم مانح للإلكترونات في هذا التفاعل، أو «إن إي دي أتش بي » في الأنسجة التي ليست خضراء.
{\displaystyle \mathrm {NO_{3}^{-}+2\ H^{+}+2\ e^{-}\rightarrow \ NO_{2}^{-}+H_{2}O} }
يقوم الإنزيم بتسرعت تفاعل اختزال النتريت مرة أخرى إلى الأمونيوم الذي يمكن أن يدخل في بناء الأحماض الأمينية.

### الية التحكم بالإنزيم
للإنزيم عدة اليات تحكم، فعملية ترجمة الإنزيم تخضع لألية الدورة اليومية (الترجمة هنا أحد مراحل إنتاج البروتين التي تتم ببواسطة الريبوزوات الحرة أو الريبوزوات الملتصق بالشبكة الأندوبلازماتية)، حيث تكون نسبة الإنزيم في الصباح اعلى منه في الليل. نشاط الإنزيم في الليل ضار لأن النتريت الناتج عن الإختزال لا يتم تحويله إلى الأمونيوم بسبب عدم وجود الضوء، والنتريت سام.
يمكن كذلك تثبيط عمل الإنزيم عن طريق فسفرة الإنزيم بالحمض الأميني سيرين باستخدام الإنزيم المفسفر للبروتينات

### وظائف أخرى
أحد المركبات التي يمكن أن ينتجها الإنزيم هو أول أكسيد النيتروجين، الذي يعمل كناقل للإشارات، أول أكسيد النيتروجين يستخدم في الكثير من الأدوية (على سبيل المثال سيلدينافيل).